# Maresaurus coccai
Il maresauro (Maresaurus coccai) è un rettile marino estinto, appartenente ai plesiosauri. Visse nel Giurassico medio (Bajociano, circa 175 milioni di anni fa) e i suoi resti fossili sono stati ritrovati in Sudamerica (Argentina).

## Descrizione
Questo animale è noto solo per i resti di un cranio, una mandibola e alcune vertebre cervicali. I resti sono comunque sufficienti a ricostruire l'animale, grazie al confronto con i resti più completi di animali simili (come Simolestes, Pliosaurus e Rhomaleosaurus). Il cranio era piuttosto allungato, con un muso corto terminante in una struttura a spatola (rosetta) dotata di denti lunghi e aguzzi. Il collo era corto e robusto. Come tutti i plesiosauri, anche Maresaurus doveva essere dotato di un corpo relativamente appiattito e di quattro zampe trasformate in strutture simili a pinne. Il cranio era lungo circa 80 centimetri, e si suppone che l'intero animale raggiungesse la lunghezza di 5-6 metri.

## Classificazione
Descritto per la prima volta nel 1997, Maresaurus ("lucertola marina") è basato su resti fossili ritrovati nel bacino di Neuquén (Argentina centro-occidentale) risalenti al Bajociano. Le caratteristiche del cranio e del collo lo denotano come un rappresentante dei pliosauri, un gruppo di plesiosauri dotati di un collo corto e di una grande testa. Lo studio di Gasparini (1997) lo ha avvicinato al genere Simolestes, del Giurassico europeo, a causa della presenza della "rosetta" al termine del muso. Alcune caratteristiche lo porrebbero però tra i romaleosauridi, una famiglia di pliosauri più arcaici. Un altro studio (Noè, 2001) considera invece Maresaurus e Simolestes sinonimi. In ogni caso, le caratteristiche morfologiche come la rosetta potrebbero essere il risultato di convergenza evolutiva, dovuta a simili stili di vita. 